# Quick Reaction Alert

La Quick Reaction Alert, communément appelée QRA, est l'état de préparation et le mode opératoire de la défense aérienne maintenue à toute heure par l'OTAN, impliquant principalement la Royal Air Force (RAF).
Certains pays non membres de l'OTAN maintiennent également le QRA, mais pas nécessairement à plein temps. Ceux-ci incluent la Suisse et l'Autriche,.

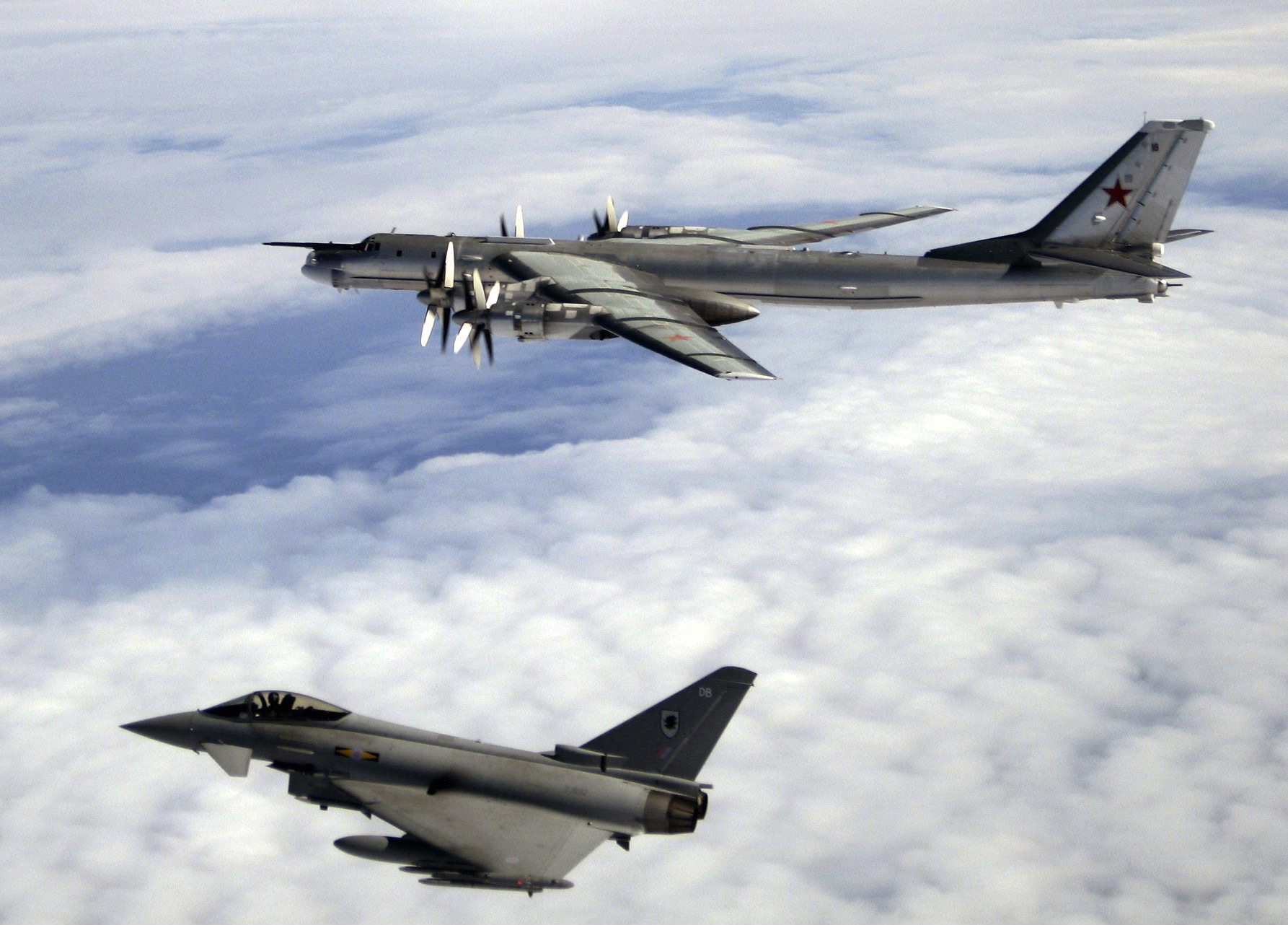
Un typhon QRA du XIe Escadron de Coningsby escorte un Bear russe (Tupolev Tu-95) en août 2008.

## Fonctionnement

### La QRA au Royaume-Uni
Les pilotes et les mécaniciens en posture QRA sont d'alerte 24 heures par jour, entièrement équipés dans la salle d'alerte, qui se trouve à côté des hangars (un abri d’avion renforcé connu sous le nom de Q-sheds). Les pilotes sont en posture QRA environ une ou deux fois par mois, chacun assurant un quart de vingt-quatre heures, alors que les mécaniciens sont en service QRA trois ou quatre fois par an pour une période de sept jours. Huit à douze avions Typhoon sont en service, chacun doté de deux réservoirs largables de 2 000 litres, de quatre missiles air-air à courte portée perfectionnés (ASRAAM) et de quatre missiles air-air à moyenne portée avancée AIM-120. Ils emporteront bientôt[Quand ?] le missile Meteor.
Un avion de ravitaillement A330 MRTT est également toujours prêt, avec un équipage disponible 24 heures sur 24, sur la base de Brize Norton dans l’Oxfordshire; avant 2014, l'alerte était assurée par un TriStar. 

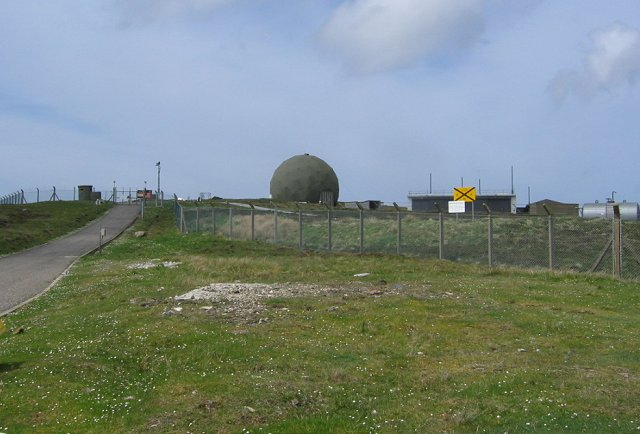
RRH Benbecula en juin 2004.

Les avions civils au Royaume-Uni sont surveillés par NATS Holdings à:
- Swanwick, Hampshire, avec le London Area Control Center et le London Terminal Control Center, plus connu sous le nom de London Air Traffic Control Center, qui couvre la région d'information de vol de Londres (EGTT). La RAF a une équipe en permanence à Swanwick.
- Prestwick, qui couvre la région d'information de vol de l'Écosse (EGPX) qui se trouve au nord de Solway Firth.

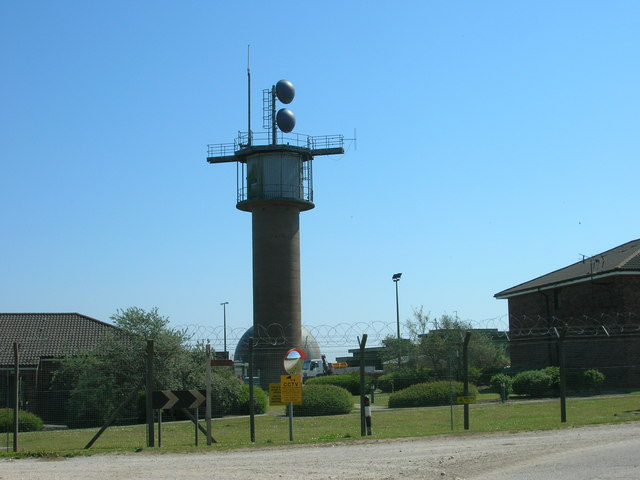
RRH Staxton Wold en mai 2009; Staxton Wold est probablement la plus ancienne station radar opérationnelle du monde.

Les radars militaires britanniques sont contrôlé par le système britannique de surveillance et de contrôle aérien (ASACS), pris en charge par l'ASACS Force Command. Il a des radars contrôlés à distance (RRH) à:
- RRH Benbecula sur les Hébrides extérieures
- RRH Buchan (ancienne station radar principale, ou MRS Buchan) au large de l'A90 au sud de Peterhead
- RRH Brizlee Wood à Denwick, Northumberland (à l'ouest de la base aérienne de Boulmer) 5 kilomètres à l'ouest d'Alnwick dans le parc Hulne
- RRH Staxton Wold au large de la B1249 à Willerby, à l'est du Yorkshire du Nord; le Yorkshire Wolds Way passe à côté.
- RRH Neatishead à Trimingham sur la côte de Norfolk
- RRH Portreath en Cornouailles

Les radars étaient de Type 93 et ont été remplacés par le système AN/FPS-117 de Lockheed Martin.

## Réaction de la QRA
Le trafic aérien à travers l'Europe est contrôlé par Eurocontrol à Maastricht. Les avions militaires de Russie peuvent être suivis à travers la Norvège et signalés au quartier général norvégien près de Bodø ou au Centre d'opérations aériennes combinées 2 (CAOC UE) à Uedem, en Rhénanie-du-Nord-Westphalie, près de la frontière avec les Pays-Bas. Le Système combiné de recherche d'opérations aériennes (CAOC Finderup), au Danemark, surveille les avions russes et peut alerter le Royaume-Uni. 
Les avions russes Tu-95 Bear proviennent de la base d'Olenya sur la péninsule de Kola tandis que les Tu-160 Blackjack viennent de la base d'Engels-2 près de Saratov, ils dépendent soit de l'Aviation à long rayon d'action soit de l'aéronavale russe. Les avions Bear ont des missions de 12 à 14 heures et, lorsqu'ils sont suivis à travers la Norvège, ils sont familièrement désignés sous le nom de code de zombies.
Une réponse de l’QRA implique qu'un avion d'interception soit scramblé pour intercepter l'appareil coupable d'une atteinte à l’espace aérien d'un pays de l’OTAN.

### Réaction de la QRA au Royaume-Uni
Un avion civil peut également constituer une menace s’il ne réagit pas suffisamment au contrôle de la circulation aérienne (ATC); les incidents de cette nature au Royaume-Uni sont surveillés par les centres de contrôle et de rapport (CRC) de la base de Boulmer et de la base de Scampton, qui construisent une représentation aérienne 3D transmise au commandement aérien de la RAF qui décide s'il faut faire décoller les avions de QRA. Le Joint Force Air Component Headquarters (JFAC) est également situé à High Wycombe.

## Plots QRA

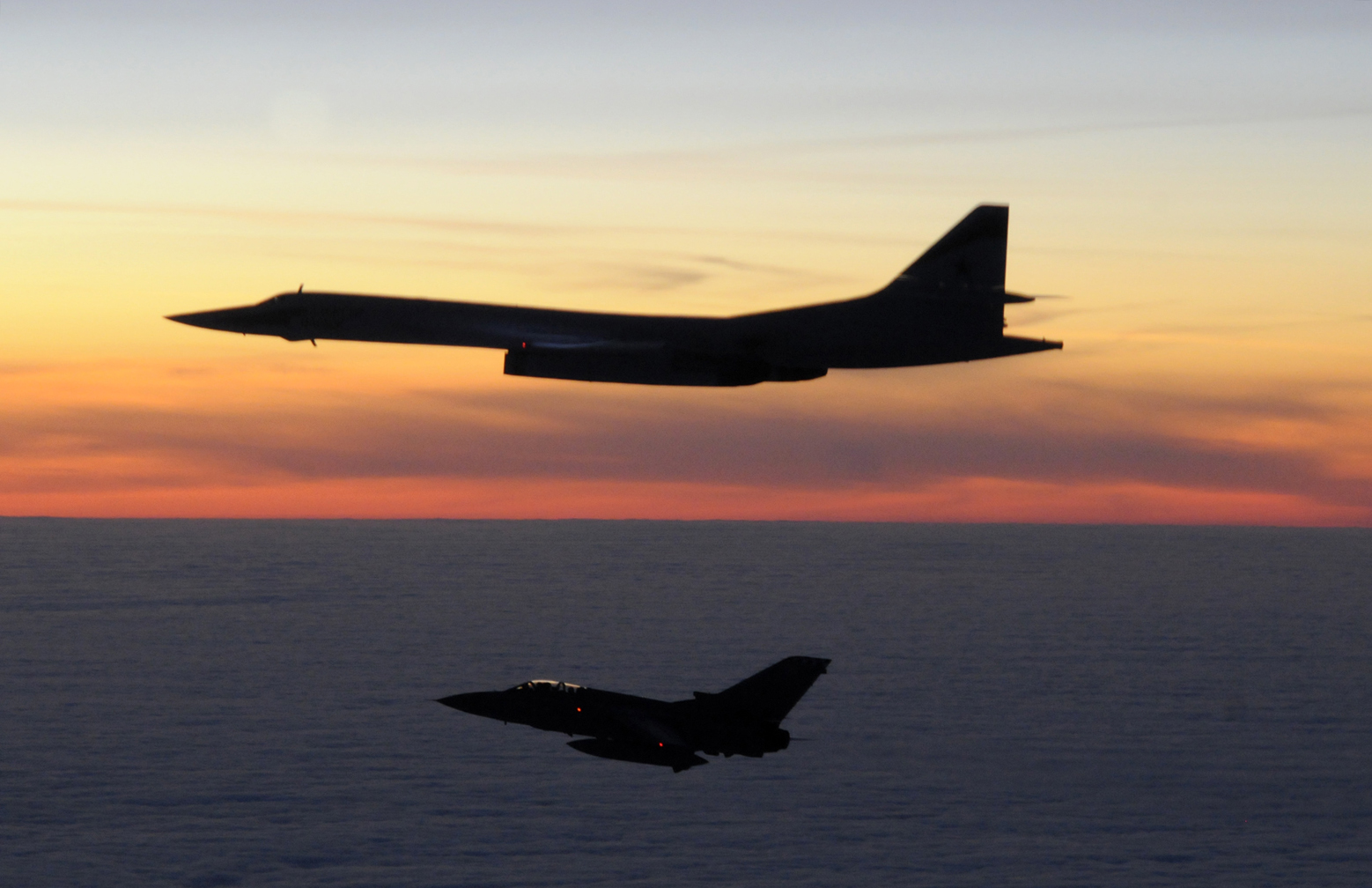
Un Tornado F3 de la QRA du Sqn de Leuchars interceptant un Blackjack russe (Tupolev Tu-160) volant à l'ouest de Stornoway le 10 mars 2010.

### Plots QRA du Royaume-Uni
En 2014, il existe deux plots QRA au Royaume-Uni :
- La base de Coningsby dans le Lincolnshire gère le secteur sud du Royaume-Uni, connu sous le nom de QRA South.
- La base de Lossiemouth à Moray protège le secteur nord du Royaume-Uni, dénommé QRA North[6].

### Belgique
La Belgique possède deux unités impliquées dans un rôle QRA : le 2WTac de Florennes et le 10WTac de Kleine-Brogel. 

### Bulgarie
La base aérienne de Graf Ignatievo de la Force aérienne bulgare possède un seul escadron de MiG-29, qui transportent deux missiles R-73. Le CRC bulgare est à Sofia.

### Chypre
La Royal Air Force possède un plot QRA à Chypre.

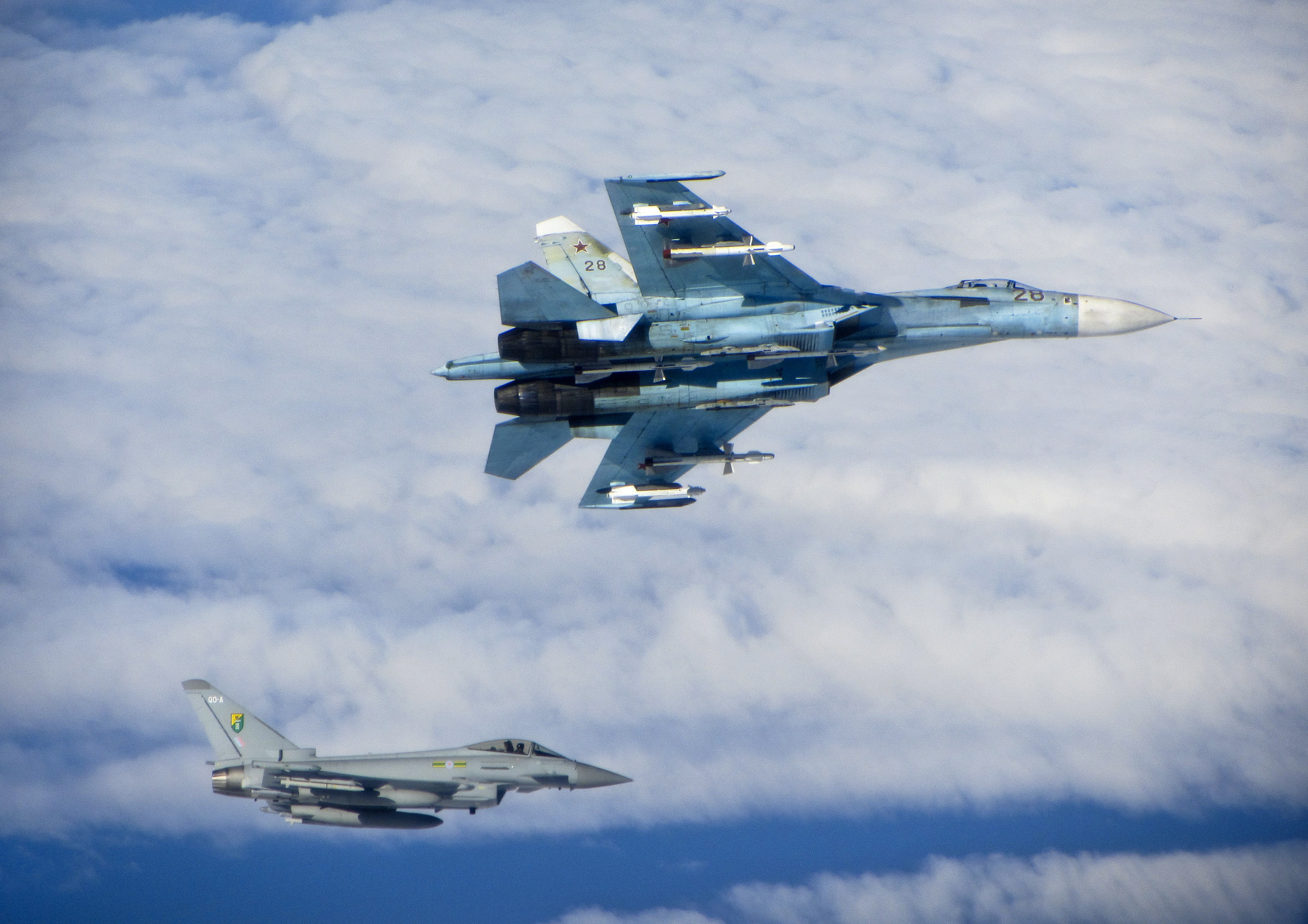
Un Typhoon du 3 Sqn intercepte un Flanker russe (Sukhoi Su-27) sur les états baltes le 17 juin 2014.

### Espagne
L'Espagne possède deux plots :
- Base aérienne de Morón à Morón de la Frontera dans la province de Séville, plot assuré par des Typhoon
- Base aérienne de Los Llanos (Albacete), plot assuré par des Typhoon

### France
En France, la protection de l’espace aérien, dite « permanence opérationnelle » ou PO, est conduite par le Centre national des opérations aériennes (CNOA) de l’Armée de l'air et de l'espace,  dirigée par la Haute Autorité de Défense Aérienne (HADA), sous la responsabilité du Premier ministre. Les moyens mis en œuvre dans les années 2010 comprennent 8 à 12 avions de chasse (Rafale, Mirage 2000-5 et Mirage 2000C - retrait de ces derniers prévu en juin 2022 -), 5 hélicoptères AS550 Fennec, un Boeing E-3 Sentry et un avion ravitailleur.

### Italie
L'Italie possède plusieurs plots :
- Base aérienne de Grosseto, dans la province de Grosseto sur la côte Ouest italienne, plot assuré par des Typhoon.
- Aéroport de Trapani, plot assuré par des Typhoon
- Base aérienne d'Amendola, plot assuré par des F-35

### Pays-Bas
Les Pays-Bas ont des avions F-16 sur la base aérienne Volkel-Uden et sur la base aérienne de Leeuwarden en état d’alerte. Ils seront scramblés une fois notifiés par la station de contrôle des opérations aériennes de Nieuw-Milligen, près d'Apeldoorn en Gueldre. La Force aérienne royale néerlandaise partage les responsabilités de la QRA au-dessus du Benelux avec la composante aérienne belge depuis 2016/2017.

### Roumanie
La Roumanie possède deux plots, le premier se situe sur la 71e base aérienne des Forces aériennes roumaines à Câmpia Turzii dans le centre de la Roumanie et le seconde sur la 86e base aérienne à Borcea, dans le Sud-Est de la Roumanie. Ces deux bases emploient toutes deux des MiG-21 Lancers armés de missiles Matra Magic 2[Quand ?]. Le CRC roumain est à Baloteşti dans le sud de la Roumanie.

### Suisse
La base principale du QRA des Forces aériennes suisses est la base aérienne de Payerne. Le QRA opère également depuis les bases aériennes d'Emmen et de Meiringen plusieurs semaines par an. Les aéroports de Zurich, Genève et Sion servent d'emplacements alternatifs. Toutes les opérations QRA sont guidées par le centre d'opérations (EZ-LUV)/CRC de la base aérienne de Dübendorf. Les QRA suisses sont équipés de F/A-18C/D.

### Turquie
La Turquie possède deux plots : 
- Base aérienne de Merzifon, dans le nord de la Turquie, plot assuré par des F-16
- Base aérienne de Bandırma, plot assuré par des F-16

Le CRC se situe à Ahlatlabel vers Ankara.

## Historique
La QRA est la forme actuelle du Scramble adopté par la Royal Air Force durant la bataille d'Angleterre. 

### Allemagne
La base aérienne de Wildenrath a fourni une couverture antiaérienne à la Royal Air Force Germany (RAFG), les plots étaient alors armés par des Phantoms du 92 Sqn et du 19 Sqn, cela jusqu'en 1991. Le 25 mai 1982, un Phantom du 92e Sqn a abattu par erreur un Jaguar de la Royal Air Force avec un Sidewinder au-dessus de l'Allemagne de l'Ouest.

### Italie
Le 16 décembre 2005, l'Italie devient le premier pays à armer un plot QRA avec un Typhoon. 

### Espagne
En juillet 2008, un Typhoon arme pour la première fois un plot QRA en Espagne.

### Royaume-Uni

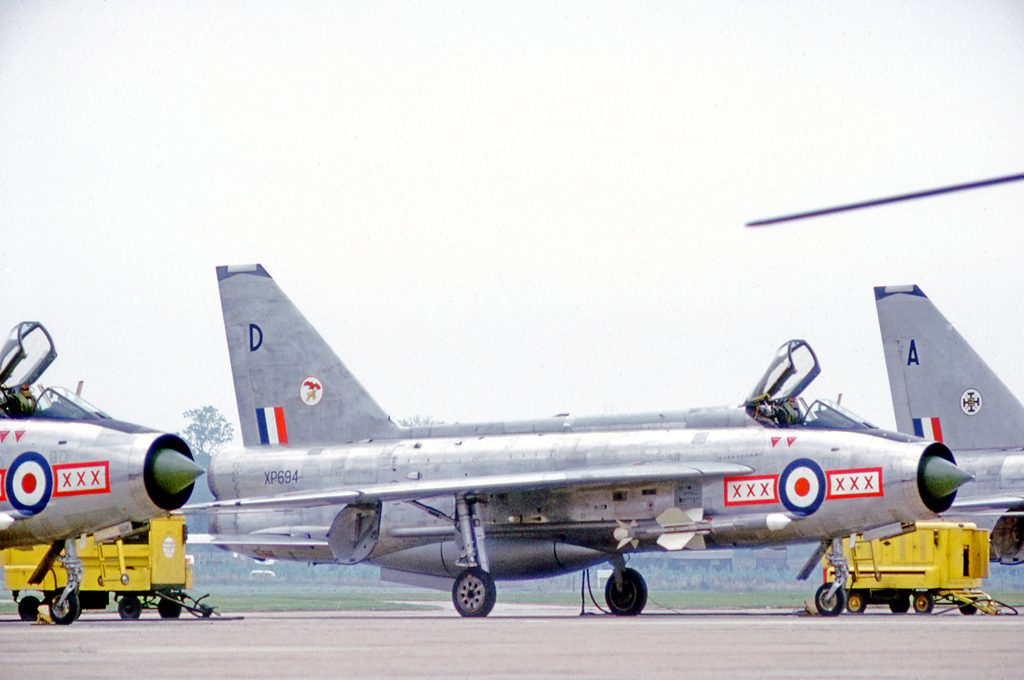
Lightning F.3 XP694 du 29e Sqn sur la base de Wattisham en septembre 1972.

Dans les années 1950 et 1960, la formation de contrôleur de défense aérienne au Royaume-Uni était assuré sur la base aérienne de Bawdsey. Le contrôle central principal était connu sous le nom d'ADOC (similaire au NORAD des États-Unis et du Canada), qui surveillait la région de défense aérienne du Royaume-Uni (UK ADR). Le système ROTOR a été développé dans les années 1950. Avant l'arrivée des ordinateurs dans les années 1970, les avions russes étaient tracés sur une carte, principalement par le personnel du WRAF. Le 11e Group s'est occupé de la défense aérienne britannique jusqu'aux années 1990.
Chaque alerte QRA nécessitait un tanker Victor de la base de Marham à Norfolk, dont le nom de code était Dragonfly. Un escadron de combat assurait la QRA pendant six mois.  
Le Phantom avait une bien meilleure portée que le Lightning, et avait un radar look down, mais le Lightning avait de meilleures performances. La variante Phantom de la RAF était équipée de moteurs Spey, qui n’avaient pas été conçus initialement pour l’avion, qui donnait donc des performances inférieures. Malgré le fait qu'ils disposaient d'un système de navigation inertielle avancé, les Phantoms de la RAF ne pouvaient pas décoller immédiatement car ce système inertiel devait être aligné en premier. Le Lightning a quitté le service en 1988 et le Phantom en 1992. Ce n’est que lors de l’arrivée du Tornado F.3 que les pilotes QRA britanniques eurent un avion doté de capacités de vision nocturne complètes et pouvant se connecter à l’appareil Sentry.

#### Jeux olympiques de 2012
Pour couvrir la sécurité des Jeux olympiques d'été de 2012, une partie de la QRA South a été brièvement déplacée de la base de Coningsby à la base de Northolt.